# دافيد دي خيا
دافيد دي خيا كينتانا (بالإسبانية: David de Gea Quintana) (مواليد 7 نوفمبر 1990 في مدريد - إسبانيا) لاعب كرة قدم إسباني يلعب مع نادي فيورنتينا الإيطالي في مركز حراسة المرمى. اعتبر الكثيرون دي خيا من أفضل حراس العالم في العقدين الأخيرين.
ولد دي خيا في مدريد، وبدأ مسيرته في سنّ الـ 13 مع فريق أتلتيكو مدريد، وتطور خلال نظام الأكاديمية في النادي قبل الظهور لأول مرة في عام 2009. بعد أن أصبح حارس مرمى أتلتيكو الأول، ساعد دي خيا الفريق على الفوز في الدوري الأوروبي وكأس السوبر الأوروبي في عام 2010. جذب مستواه انتباه مانشستر يونايتد، الذي ضمه إليه في يونيو 2011 مقابل 19 مليون جنيه إسترليني، وكان ذلك رقمًا قياسيًا في بريطانيا لسعر حارس مرمى حينها.
منذ انضمامه إلى يونايتد، شارك دي خيا في أكثر من 300 مباراة وفاز بألقاب الدوري الإنجليزي، وكأس الاتحاد الإنجليزي، وكأس رابطة المحترفين، وثلاث دروع اتحاد، والدوري الأوروبي. لمدة ثلاثة مواسم متتالية من 2013-14 إلى 2015-16، تم اختياره كأفضل لاعب في فريق السير مات باسبي للسنة (اختيار جماهير الفريق)، وهو أول لاعب في تاريخ الجائزة يفوز في ثلاث مناسبات متتالية.
كان دي خيا قائد الفريق الوطني لأقل من 21 عاما الذي فاز ببطولة أوروبا في عامي 2011 و2013، وشارك أيضا في أولمبياد 2012. ظهر لأول مرة مع الفريق الأول في عام 2014 وتم اختياره للعب في كأس العالم في ذلك العام. كان الكثير يميلون حينها إلى الاعتقاد أنه سيصبح خليفة إيكر كاسياس حارس مرمى منتخب إسبانيا السابق على المدى البعيد.
== المسيرة ==د

### أتلتيكو مدريد

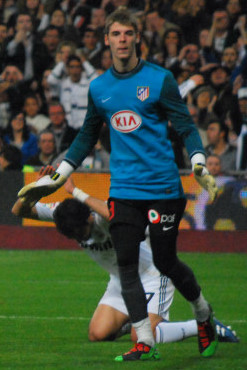
دي خيا في أتلتيكو مدريد

#### الشباب وأتلتيكو ب
ولد في مدريد ونشأ في إليسكاس ،  انضم دي خيا إلى أتلتيكو مدريد في سن 13 عامًا عندما كذب مدربه خوان لويس مارتن على النادي بأن رايو فاليكانو كان على وشك التوقيع معه. بعد بضعة أيام ، اكتشف دييغو دياز دي خيا ووقع عليه على الفور.  شق طريقه من خلال صفوف الشباب في النادي قبل أن يوقع أول عقد احترافي له في عام 2008 ، وعمره 17 عامًا ، وتعاقد معه مع أتلتيكو حتى 2011.  أمضى موسمه الثاني مع أتلتيكو مدريد ب في فرقة سيجوندا ب . في صيف عام 2009 ، اتصل نومانسيا بدي خياوفريق كوينز بارك رينجرز الإنجليزي فيما يتعلق بنقل الإعارة ، حيث دفعه المدير الرياضي لأتلتيكو خيسوس غارسيا بيتارش للانتقال إلى نومانسيا. رفض دي خيا هذا النهج ، وعوقب بإجباره على التدريب بنفسه.  بعد أسابيع ، لاحظ مدرب أتلتيكو أبيل ريسينو أن دي خيا يتدرب وحده ودعاه للتدريب مع الفريق الأول ، حيث صُنف على أنه حارس المرمى الثالث.  في الصيف نفسه ، رفض أتليتكو عرضًا من فريق ويجان أثليتيك الإنجليزي للانتقال الدائم لدي خيا.

#### موسم 2009-10: استدعاء الفريق الأول
مع اختيار الحارس الأول سيرجيو أسينجو خارج الخدمة الدولية في كأس العالم تحت 20 سنة 2009 FIFA ، تم استدعاء دي خيا للفريق الأول كغطاء لروبرتو . ظهر لأول مرة مع فريق أتلتيكو الأول في سن 18 في 30 سبتمبر 2009 ، حيث دخل كبديل بعد إصابة روبرتو بعد 27 دقيقة من مباراة أتلتيكو في مرحلة المجموعات في دوري أبطال أوروبا UEFA خارج أرضه أمام بورتو ؛ تلقى دي خيا هدفين متأخرين حيث خسر أتلتيكو 2-0.  إصابة روبرتو تعني أن دي خيا قد ظهر لأول مرة في الدوري الإسباني بعد ثلاثة أيام ، على أرضه أمام ريال سرقسطة . ألقى ركلة جزاءفي الدقيقة 19 ، لكنه استبدل نفسه على الفور بإنقاذ محاولة ماركو بابيتش في الفوز 2-1.  وصف البدء في ملعب فيسنتي كالديرون بأنه "حلم منذ الطفولة".  في يناير 2010 ، وُصف دي خيا كبديل محتمل لحارس مرمى مانشستر يونايتد إدوين فان دير سار ، الذي كان من المقرر أن يتقاعد في 2011.  بعد أيام ، وقع عقدًا جديدًا سيبقيه مع أتلتيكو حتى 2013.
بعد بعض الأخطاء الباهظة التي ارتكبها Asenjo ، ووصول Quique Sánchez Flores كمدير ، أنهى De Gea موسم 2009-10 باعتباره البداية "رقم واحد". فاز بجائزتي رجل المباراة على طول الطريق ، [  ضد أتلتيك بلباو وفالنسيا . بالإضافة إلى ذلك ، ظهر في ثماني مباريات في حملة UEFA Europa League المنتصرة للنادي ، بما في ذلك الفوز 2-1 النهائي على فولهام .  قال دييجو فورلان لاحقًا عن موسمه الأول ، "كان ديفيد جيدًا بما يكفي للمستوى الأعلى وهو 19 وكان اللاعبون يثقون به."

#### موسم 2010-11
دي خيا خلال ديربي مدريد في نوفمبر 2010
هذا الولد بارد مثل الذئب. لديه رباطة جأش وأعصاب وثقة بالنفس. الضغوط التي قد يشعر بها الآخرون لا تؤثر عليه.
بدأ دي خيا موسم 2010-11 بالحفاظ على شباكه نظيفة في الفوز 2-0 على إنتر ميلان في كأس السوبر الأوروبي 2010 ؛ في الدقيقة 90 تصدى لركلة جزاء دييغو ميليتو .  في سبتمبر ، أفيد أن مدرب مانشستر يونايتد السير أليكس فيرجسون قد غاب عن مباراة في كأس الرابطة مع سكونثورب يونايتد للسفر إلى إسبانيا لمشاهدة دي خيا وهو يلعب ضد فالنسيا.  قلل دي خيا من الشائعات قائلاً ، "المهم أن لدي عقد هنا وأنا لاعب أتليتيكو حتى 2013." 
على الرغم من أنه لا يزال ينمو جسديًا وعقليًا ، إلا أنه في طريقه بالفعل ليصبح أحد أفضل الحراس. أي نتيجة أخرى ستكون مخيبة للآمال.
بعد أدائه "الخالي من العيوب" في ديربي مدريد في 7 نوفمبر ، تم الترحيب بدي خيا باعتباره الوريث الواضح لحارس مرمى ريال مدريد إيكر كاسياس لإسبانيا ،  وهو رأي اتفق معه كاسياس قائلاً: "في إسبانيا نحن محظوظون أن يكون لدي حراس مرمى جيدين للغاية وقد يكون دي خيا قريباً يقاوم مكاني في الفريق "، بينما وصف مدرب إسبانيا فيسنتي ديل بوسكي دي خيا بأنه" مستقبل الفريق ".  ظل حارس المرمى الأساسي بلا منازع للفترة المتبقية من الموسم ، حيث شارك في كل مباراة في الدوري الإسباني للفريق في طريقه إلى المركز السابع.
خلال الفترة التي قضاها مع أتلتيكو مدريد ، شارك دي خيا خزانة مع كليبر سانتانا ، الذي توفي على متن رحلة LaMia رقم 2933 في طريقه إلى مباراة الذهاب من نهائيات كأس أمريكا الجنوبية 2016 .

### مانشستر يونايتد
على مدار موسم 2010-2011 ، انتشرت التكهنات حول كيفية استبدال مانشستر يونايتد لحارسه المتقاعد إدوين فان دير سار، وركز الكثير من الاهتمام على دي خيا كهدف رئيسي لمانشستر يونايتد. بعد شهادة غاري نيفيل ضد يوفنتوس في 24 مايو، زعم مدير يونايتد السير أليكس فيرغسون أن صفقة قد تم إجراؤها لإحضار دي خيا إلى أولد ترافورد، ولكن تم إنكار هذا في وقت لاحق من قبل ممثلي اللاعب وإدارة أتلتيكو، مع تصريح من دي خيا بأنه لن يفكر في مستقبله إلا بعد بطولة أوروبا تحت 21 سنة. بعد فوز إسبانيا في البطولة، شوهد دي خيا في مانشستر حيث خضع للعلاج الطبي مع يونايتد في 27 يونيو. في اليوم التالي، أفاد بأن يونايتد قدمت له عرضاً للتعاقد، وتم تأكيد الانتقال في 29 يونيو مقابل مبلغ قياسي لحارس مرمى في بريطانيا يبلغ حوالي 18.9 مليون جنيه إسترليني.
عندما كان دي خيا صغيرا كان معجبا بحارس مرمى يونايتد بيتر شمايكل، وكثيرا ما تمت مقارنته بفان دير سار، وأحيانا كان يلقب «فان دير خيا».

## مع المنتخب

### الشباب

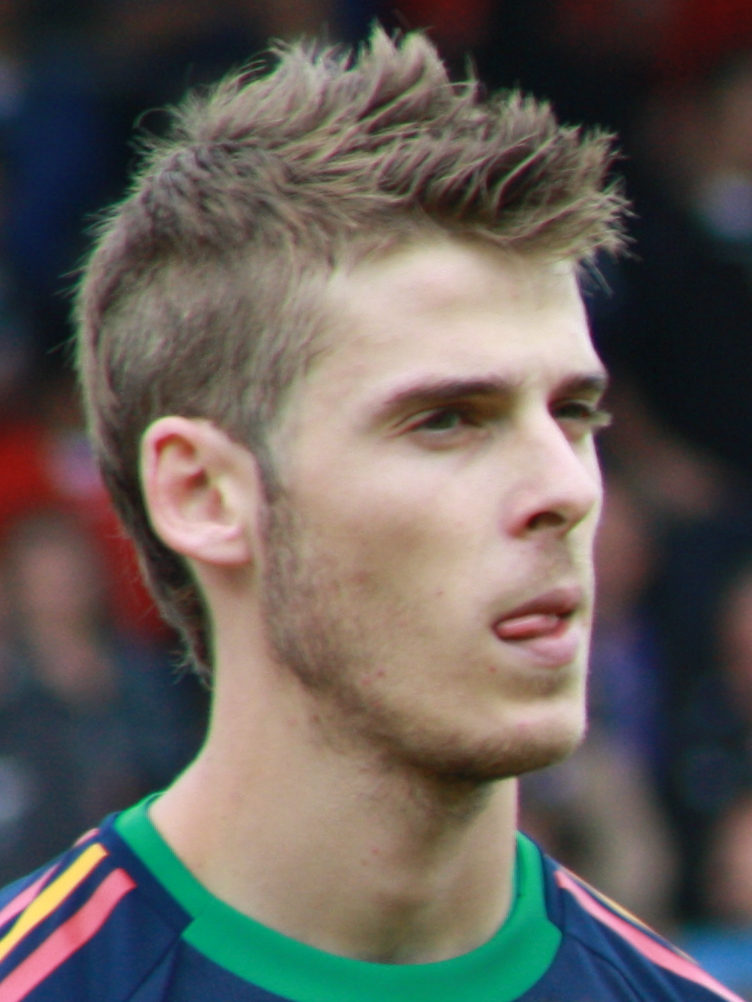
دي خيا في 2011.

ساعد دي خيا فريق أسبانيا تحت 17 سنة في الفوز ببطولة أوروبا لعام 2007، واحتل المركز الثاني في كأس العالم تحت 17 سنة عام 2007. في أوائل مايو 2010، بفضل عروض أتلتيكو القوية، تم اختياره من قبل مدير الفريق الأول فيسنتي ديل بوسكي في تشكيلة مؤلفة من 30 لاعباً في كأس العالم 2010؛ ومع ذلك، لم يشارك. في عام 2011، كان جزءًا من فريق أسبانيا تحت 21 سنة الذي فاز ببطولة أوروبا.
في 15 مايو 2012، استدعي دي خيا إلى المنتخب الأسباني في مباراتين ضد صربيا ومنتخب الصين. كان كذلك مأخوذا تحت الاعتبار بالنسبة للمدير الفني في بطولة يورو 2012، لكنه لم يكن في المجموعة النهائية التي تضم 23 لاعباً. ومع ذلك، فقد تم اختياره للعب في دورة الألعاب الأولمبية الصيفية 2012، ولعب جميع المباريات الثلاث وتم إقصاء المنتخب في مرحلة المجموعات. احتفظ دي خيا ومنتخبه إسبانيا تحت 21 سنة بلقبهما الأوروبي في عام 2013.

### الفريق الأول
في 13 مايو 2014، تم اختيار دي خيا في تشكيلة المنتخب الإسباني المؤلفة من 30 لاعباً في كأس العالم 2014، وبعد ذلك في تشكيل الفريق النهائي. قدم أول ظهور دولي له ضد السلفادور في فوز ودي بنتيجة 2-0 في 8 يونيو استعدادا للبطولة، حيث حل محل إيكر كاسياس في الدقائق السبع الأخيرة من المباراة التي لعبت في واشنطن العاصمة. بصفته حارس مرمى المنتخب الثالث خلف كاسياس وبيبي رينا، كان دي خيا اللاعب الوحيد في الفريق الذي لم يشارك في نهائيات كأس العالم، حيث تم إقصاء أسبانيا في دور المجموعات. في 4 سبتمبر 2014، لعب أول مباراة كاملة له مع المنتخب الإسباني، حيث لعب 90 دقيقة ضد فرنسا في مباراة ودية بباريس ودخل مرماه هدف من لويك ريمي ليخسر 1-0. لعب أول مباراة دولية رسمية له في ثالث مشاركاته مع المنتخب يوم 12 أكتوبر، ونجح في الحفاظ على شباك نظيفة في فوز 4-0 على لوكسمبورج في تصفيات أوروبا 2016 لكرة القدم.
تم اختيار دي خيا من قبل الكثيرين كخليفة لكاسياس على المدى الطويل، بمن فيهم كاسياس نفسه. في 31 مايو 2016، تم اختياره في التشكيلة الإسبانية الأخيرة لفيسينتي ديل بوسكي المكونة من 23 لاعباً لبطولة أوروبا 2016. بدأ أساسيا في المباراة الافتتاحية ضد جمهورية التشيك في تولوز، وحافظ على شباكه نظيفة في انتصار 1-0. حافظ على شباك نظيفة مرة أخرى ضد تركيا حيث فازت إسبانيا 3-0. في المباراة التالية، استقبل هدفين أمام كرواتيا وخسر فريقه 2-1. تم إقصاء أسبانيا في دور الـ16، أمام خصمهم منتخب إيطاليا الذي نجح في تسجيل هدفي المباراة الوحيدين.
في 21 مايو 2018 استدعي إلى تشكيلة إسبانيا في كأس العالم 2018 في روسيا.

## أسلوب اللعب

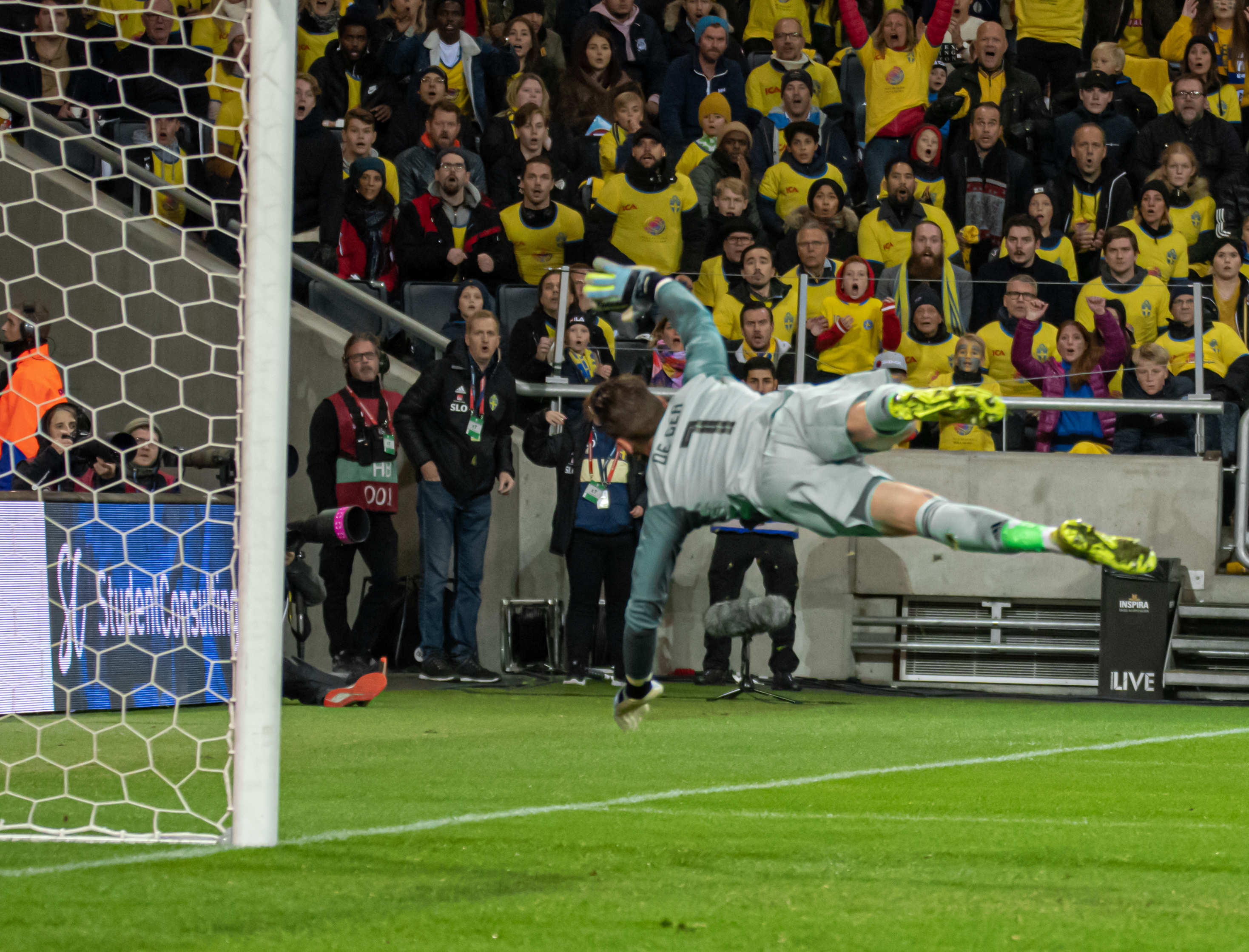
تصدي دي خيا مع منتخب إسبانيا

نظرًا لظهوره الواعد للغاية في شبابه، تطور دي خيا سريعًا ليصبح واحدا من أفضل حراس المرمى في العالم. يُعد حارسا رياضا وأنيقا، معروفًا بشكل خاص لردود أفعاله المتميزة، وخفة حركته، وقدرته على وقف التسديدات، وتمكنه من القيام بحركات غوص بهلواني وتصديات متميزة. وقد عرف أيضًا لثباته، روحه القيادية، وإحساسه الموقعي. بسبب مظهره النحيل، كافح في البداية في الدفاع عن الكرات العالية. وفي كثير من الأحيان اعتاد لكم الكرات بدلا من الإمساك بها. ومنذ ذلك الحين، أظهر تحسنات كبيرة في مهارته الجوية، والتعامل اليدوي، وقيادته لمنطقته، وصنع القرار، والقدرة على الخروج والإمساك بالكرات العالية، خاصة بعد أن تطور جسديًا واكتسب المزيد من الخبرة. علاوة على ذلك، يحظى دي خيا بتقدير جيد لسرعته عندما يندفع بعيداً عن خطه في موقف واحد ضد واحد، مما يمكّنه أيضاً من العمل كـ"Sweeper Keeper". بالإضافة إلى قدراته في حراسة المرمى، يمتلك دي خيا تحكمًا ممتازًا بالكرة، ورؤية، وتوزيعًا جيدا بأي من القدمين، مما يمكّنه من البدء بصناعة الهجمات من الخلف.

## الحياة الشخصية
في يناير 2012، تم تشخيص دي خيا على أنه بعيد النظر. على الرغم من ذلك، لا يعتقد أن هذا قد أثر على أدائه. وقال دي خيا في مقابلة أنه من المعجبين بالميتال وذهب لحفلات سليبنوت وأفنجد سفن فولد في مانشستر، وهما المفضلان لديه. كما التقى أفنجد سفن فولد وأعطاه قميص مانشستر يونايتد مع عبارة "Avenged 7X" على ظهره. دي خيا لديه علاقة مع المغنية الإسبانية إدورن.

## إحصائيات

### النادي
آخر تحديث 27 أكتوبر 2022.
| النادي          | الموسم        | الدوري                            | الدوري  | الدوري | الكأس المحلي | الكأس المحلي | كأس الدوري | كأس الدوري | أوروبا  | أوروبا | أخرى    | أخرى  | المجموع | المجموع |
| النادي          | الموسم        | النوع                             | مشاركات | أهداف  | مشاركات      | أهداف        | مشاركات    | أهداف      | مشاركات | أهداف  | مشاركات | أهداف | مشاركات | أهداف   |
| --------------- | ------------- | --------------------------------- | ------- | ------ | ------------ | ------------ | ---------- | ---------- | ------- | ------ | ------- | ----- | ------- | ------- |
| أتلتيكو مدريد ب | 2008–09       | الدوري الإسباني الدرجة الثانية بي | 35      | 0      | —            | —            | —          | —          | —       | —      | —       | —     | 35      | 0       |
| أتلتيكو مدريد   | 2009–10       | الدوري الإسباني لكرة القدم        | 19      | 0      | 7            | 0            | —          | —          | 9       | 0      | —       | —     | 35      | 0       |
| أتلتيكو مدريد   | 2010–11       | الدوري الإسباني                   | 38      | 0      | 5            | 0            | —          | —          | 5       | 0      | 1       | 0     | 49      | 0       |
| أتلتيكو مدريد   | المجموع       | المجموع                           | 57      | 0      | 12           | 0            | —          | —          | 14      | 0      | 1       | 0     | 84      | 0       |
| مانشستر يونايتد | 2011–12       | الدوري الإنجليزي الممتاز          | 29      | 0      | 1            | 0            | 0          | 0          | 8       | 0      | 1       | 0     | 39      | 0       |
| مانشستر يونايتد | 2012–13       | الدوري الإنجليزي                  | 28      | 0      | 5            | 0            | 1          | 0          | 7       | 0      | —       | —     | 41      | 0       |
| مانشستر يونايتد | 2013–14       | الدوري الإنجليزي                  | 37      | 0      | 0            | 0            | 4          | 0          | 10      | 0      | 1       | 0     | 52      | 0       |
| مانشستر يونايتد | 2014–15       | الدوري الإنجليزي                  | 37      | 0      | 5            | 0            | 1          | 0          | —       | —      | —       | —     | 43      | 0       |
| مانشستر يونايتد | 2015–16       | الدوري الإنجليزي                  | 34      | 0      | 6            | 0            | 1          | 0          | 8       | 0      | —       | —     | 49      | 0       |
| مانشستر يونايتد | 2016–17       | الدوري الإنجليزي                  | 35      | 0      | 1            | 0            | 5          | 0          | 3       | 0      | 1       | 0     | 45      | 0       |
| مانشستر يونايتد | 2017–18       | الدوري الإنجليزي                  | 37      | 0      | 2            | 0            | 0          | 0          | 6       | 0      | 1       | 0     | 46      | 0       |
| مانشستر يونايتد | 2018–19       | الدوري الإنجليزي                  | 38      | 0      | 0            | 0            | 0          | 0          | 9       | 0      | —       | —     | 47      | 0       |
| مانشستر يونايتد | 2019–20       | الدوري الإنجليزي                  | 38      | 0      | 1            | 0            | 2          | 0          | 2       | 0      | —       | —     | 43      | 0       |
| مانشستر يونايتد | 2020–21       | الدوري الإنجليزي                  | 26      | 0      | 0            | 0            | 0          | 0          | 10      | 0      | —       | —     | 36      | 0       |
| مانشستر يونايتد | 2021–22       | الدوري الإنجليزي                  | 38      | 0      | 1            | 0            | 0          | 0          | 7       | 0      | —       | —     | 46      | 0       |
| مانشستر يونايتد | 2022–23       | الدوري الإنجليزي                  | 25      | 0      | 2            | 0            | 1          | 0          | 8       | 0      | —       | —     | 36      | 0       |
| مانشستر يونايتد | المجموع       | المجموع                           | 402     | 0      | 24           | 0            | 15         | 0          | 78      | 0      | 4       | 0     | 523     | 0       |
| المجموع الكلي   | المجموع الكلي | المجموع الكلي                     | 494     | 0      | 36           | 0            | 15         | 0          | 92      | 0      | 5       | 0     | 638     | 0       |

1. ↑  مشاركات في كأس ملك إسبانيا وكأس الاتحاد الإنجليزي
2. ↑  مشاركات في كأس رابطة الأندية الإنجليزية المحترفة
3. ↑  مشاركة واحدة في دوري أبطال أوروبا، ثمانية في الدوري الأوروبي
4. 1 2 3 4  مشاركات في الدوري الأوروبي
5. 1 2  مشاركة في كأس السوبر الأوروبي
6. ↑  4 مشاركات في دوري أبطال أوروبا، 4 مشاركات في الدوري الأوروبي
7. 1 2 3  مشاركة في درع الاتحاد الإنجليزي
8. 1 2 3  مشاركات في دوري أبطال أوروبا
9. ↑  ست مشاركات في دوري أبطال أوروبا، مشاركتان في الدوري الأوروبي
10. 1 2
11. ↑  Five appearances in UEFA Champions League, five appearances in UEFA Europa League

### دوليا
آخر تحديث 13 أكتوبر 2020.
| المنتخب الوطني           | العام   | مشاركات | أهداف |
| ------------------------ | ------- | ------- | ----- |
| منتخب إسبانيا لكرة القدم | 2014    | 3       | 0     |
| منتخب إسبانيا لكرة القدم | 2015    | 4       | 0     |
| منتخب إسبانيا لكرة القدم | 2016    | 11      | 0     |
| منتخب إسبانيا لكرة القدم | 2017    | 7       | 0     |
| منتخب إسبانيا لكرة القدم | 2018    | 13      | 0     |
| منتخب إسبانيا لكرة القدم | 2019    | 3       | 0     |
| منتخب إسبانيا لكرة القدم | 2020    | 4       | 0     |
| المجموع                  | المجموع | 45      | 0     |

## إنجازات
أتلتيكو مدريد
- الدوري الأوروبي: 2009–10[72]
- كأس السوبر الأوروبي: 2010[72]

مانشستر يونايتد
- الدوري الإنجليزي الممتاز: 2012–13[73]
- كأس الاتحاد الإنجليزي: 2015–16[74]
- كأس رابطة الأندية الإنجليزية المحترفة: 2016–17[74]
- درع الاتحاد الإنجليزي: 2011، 2013، 2016[74]
- الدوري الأوروبي: 2016–17[74]

منتخب إسبانيا تحت 17 سنة
- بطولة أوروبا تحت 17 سنة لكرة القدم: 2007[72]

منتخب إسبانيا تحت 21 سنة
- بطولة أوروبا تحت 21 سنة لكرة القدم: 2011، 2013[72]

منتخب إسبانيا
- دوري الأمم الأوروبية المركز الثاني: 2020–21

فردي
- فريق البطولة في بطولة أوروبا تحت 21 سنة: 2011، 2013[75]
- فريق العام في الدوري الإنجليزي الممتاز في مواسم: 2012–13،[76] 2014–15،[77] 2015–16،[78] 2016–17،[79] 2017–18.[80]
- لاعب الشهر في الدوري الإنجليزي الممتاز : يناير 2022
- لاعب الشهر في رابطة اللاعبين المحترفين: نوفمبر 2014.[81]
- أفضل لاعب في فريق السير مات باسبي للسنة: 2013–14، 2014–15، 2015–16، 2017–18.[82][83]
- أفضل لاعب في العام في فريق مانشستر يونايتد باختيار اللاعبين: 2013–14، 2014–15، 2017–18، 2021–22[84][85]
- تشكيلة العام في الدوري الأوروبي: 2015–16[86]
- تصدي العام في مباراة اليوم: 2012–13، 2013–14، 2014–15، 2015–16، 2017–18[87][88]
- فريق فيفبرو المثالي: 2018
- فريق فيفبرو الثاني: 2015[89]
- فريق فيفبرو الثالث: 2016، 2017[90][91]
- القفاز الذهبي في الدوري الإنجليزي الممتاز: 2017–18[92]

## روابط خارجية
- دافيد دي خيا على موقع IMDb (الإنجليزية)
- دافيد دي خيا على موقع الاتحاد الدولي (مؤرشف)  (الإنجليزية)
- دافيد دي خيا على موقع الاتحاد الأوربي (الإنجليزية)
- دافيد دي خيا على موقع إي إس بي إن إف سي (الإنجليزية)
- دافيد دي خيا على موقع قاعدة بيانات كرة القدم.إي يو (الإنجليزية)
- دافيد دي خيا على موقع بيانات كرة القدم. دي إي (الألمانية)
- دافيد دي خيا على موقع ليكيب (الفرنسية)
- دافيد دي خيا على موقع ناشيونال فوتبول تيمز (الإنجليزية)
- دافيد دي خيا على موقع Soccerbase.com (لاعب) (الإنجليزية)
- دافيد دي خيا على موقع Soccerway.com (الإنجليزية)
- دافيد دي خيا على موقع عالم كرة القدم.نت (الإنجليزية)